# Chilostoma
Chilostoma is een geslacht van weekdieren uit de klasse van de Gastropoda (slakken).

## Soorten
- Chilostoma achates (Rossmässler, 1835)
- Chilostoma cingulatum (Studer, 1820)